# サルメ
サルメは、エストニアの西部サーレマー島にあるサーレ県サルメ郡の村である。
2008年にヴァイキング時代のヴァイキング船が発見され、2010年には近くでもう一艘発見され、これらの船はサルメ船と名づけられた。船は当時の風習にならい船葬墓として使用されており、ヴァイキング戦士40体の遺骨が武具などの装飾品と共に発見された。サルメ船の建造は炭素年代測定で紀元650-700年と判明し、それまで見つかっていた最古のヴァイキングの遺構（793年、英国）を約100年遡るものである。